# Orthotrichia luzofortificata
Orthotrichia luzofortificata is een schietmot uit de familie Hydroptilidae. De soort komt voor in het Oriëntaals gebied.